# Cataclysme obliquilineata
Cataclysme obliquilineata là một loài bướm đêm trong họ Geometridae.